# Rahotep (Pharao)
Rahotep war ein altägyptischer König (Pharao) der 17. Dynastie (Zweite Zwischenzeit) und regierte nach Franke etwa um 1622 bis 1619 v. Chr.

## Belege
Die Einordnung dieses Königs in der ägyptischen Chronologie ist unsicher. Traditionell wird Rahotep als 2. König der 17. Dynastie angesehen. Möglicherweise ist seine Regierungszeit in der 13. Dynastie und als einer der letzten Könige der 13. Dynastie anzusetzen (Vandersleyen u. a.). Beide Ansichten müssen eventuell korrigiert werden, wie einige neuere Funde belegen. Kim Ryholt bezeichnet ihn als ersten Herrscher seiner 17. Dynastie. Rahoteps Thronname wird auf der Königsliste von Karnak genannt und kann im Königspapyrus Turin ergänzt werden. Diesem zufolge regierte er drei Jahre.
Rahotep ist bisher nur von drei Denkmälern bekannt. Eine Stele aus Koptos berichtet von Renovierungsarbeiten am dortigen Min-Tempel durch Rahotep, und auf einem beschrifteten Bogen mit zwei Pfeilen ist ein Sohn des Königs mit Namen Ameni genannt, der auch gleichzeitig Schwiegersohn des Sobekemsaf I. ist. Die Stele eines Privatmannes aus Abydos datiert unter Rahotep und zeigt den Herrscher.
Der König erscheint in einer Geistgeschichte der Ramessidenzeit. Ein Schatzhausvorsteher des Herrschers fordert die Hauptperson der Geschichte, Chonsemhab, auf, sein Grab zu renovieren. Die Geschichte mag belegen, dass Rahotep in Theben sein Grab hatte.